# زائفة شرقية
زائفة شرقية (الاسم العلمي: Pseudomonas orientalis) هي نوع من البكتيريا تتبع جنس الزائفة من فصيلة الزوائف.